# Warren Cuccurullo
Warren Bruce Cuccurullo (Nueva York, 8 de diciembre de 1956) es un músico de rock estadounidense que trabajó por primera vez con Frank Zappa durante los años setenta. También fue miembro fundador de Missing Persons en los años ochenta. En 1986 se unió a Duran Duran, convirtiéndose en miembro a largo plazo de la banda hasta noviembre de 2001.

## Vida personal
Warren Cuccurullo es hijo de Jerry y Ellen Cuccurullo, el hijo mayor de cuatro. Tiene dos hermanos, Jerry y Robert y una hermana, Stephanie. Su herencia italiano-americana tiene sus raíces en Nocera Inferiore en Campania, Italia, y también tiene alguna ascendencia griega. Warren creció en el barrio de Canarsie, de Brooklyn, y comenzó a tocar la batería y la guitarra desde pequeño. Se graduó de Canarsie High School en 1974.
Cuccurullo tiene un hijo adoptivo, Mayko Cuccurullo (nacido en 1983) que vive en Río de Janeiro, Brasil, quien es en realidad el hijo de Claudia Bueno (antigua novia de Warren). Mayko aparece en el video de Duran Duran "Breath After Breath", filmado en Argentina en 1993 y contribuyó con algunas obras vocales menores en el proyecto N'Liten Up.
Cuccurullo volvió a los Estados Unidos en 2001 y vive en Venecia, California. Su enfoque actual se centra en proyectos musicales que tienen que ver con partituras cinematográficas.

## 1976–1980: Los años con Zappa
En su adolescencia, Cuccurullo se convirtió en un devoto fanático de Frank Zappa y comenzó a viajar a todos los espectáculos alrededor de 500 millas de su casa en Brooklyn. A mediados de la década de 1970, se hizo amigo de varios miembros de la banda de Zappa, entre ellos Terry Bozzio y Patrick O'Hearn. Durante los tres años siguientes, apareció con la banda en el escenario en un par de espectáculos, así como en la película de Zappa de 1979 Baby Snakes (filmada en octubre de 1977). Impresionó a Frank Zappa por conocer las partes de guitarra de cada una de las canciones del catálogo, incluyendo los sonidos más extraños y las cifras de compás más extrañas.
En diciembre de 1978, a la edad de 22 años, Cuccurullo fue invitado a una audición como guitarrista de la nueva banda de gira de Zappa, en la que muchos miembros fueron reemplazados (incluyendo Bozzio y O'Hearn). Varios espectáculos de principios de 1979 de la gira europea / asiática "Human Jukebox" fueron grabados para los álbumes en vivo de Zappa. Después de la gira, Cuccurullo regresó al estudio con Zappa para trabajar en los álbumes de Joe's Garage, para lo cual proporcionó la guitarra rítmica y varias partes vocales. La esposa de Terry Bozzio, Dale Bozzio, también contribuyó con piezas vocales al álbum. Cuccurullo y Dale Bozzio comenzaron a escribir canciones juntos, y eventualmente convencieron a Terry Bozzio de que los tres debían lanzar su propia banda. Zappa pidió a Cuccurullo que tocara en su gira de 1988, pero la participación de este último con Duran Duran había comenzado para entonces, por lo que rechazó.
Cuccurullo es nombrado cuatro veces en el álbum de Zappa Joe's Garage, primero como Mary en "Catholic Girls" (personaje de Dale Bozzio); en "Crew Slut" de Zappa (aquí como Larry), al tranquilizar a Mary, le dice "por supuesto te presentaré a Warren "; en la canción" Sy Borg cuando Ike Willis canta "little leather cap and trousers – they look so gay... Warren just bought some", y una vez más por Zappa durante" "A Little Green Rosetta", cuando canta "then everybody moves to New York and goes to a party with Warren. hey!".

## 1980–1986: Los años de Missing Persons
En 1980, Cuccurullo y los dos Bozzios formaron Missing Persons; se agregaron Patrick O'Hearn y Chuck Wild y grabaron un EP de 4 canciones llamado Missing Persons; hicieron giras, promovieron el EP y aparecieron en la película Lunch Wagon. Dos años de duro trabajo condujeron a la firma con Capitol Records en 1982, el lanzamiento del álbum Spring Session M, y el posterior éxito de Missing Persons en radio y MTV. Los sencillos "Mental Hopscotch", "Destination Unknown", "Walking in L.A.", "Words" y "Windows" tuvieron éxito. Aparecieron en el concierto de tres días en el sur de California, el Festival de Estados Unidos en mayo de 1983.
En 1984, Cuccurullo inventó un nuevo tipo de guitarra que llamó "Missing Link", y la usó en el álbum experimental Rhyme & Reason (1984). La banda siguió con el más convencional Color in Your Life en junio de 1986, pero durante la breve gira promocional, las crecientes tensiones entre marido y esposa, Terry y Dale Bozzio, condujeron al final de la gira y de la banda. Por su cuenta otra vez, Cuccurullo comenzó a grabar algo de música en su dormitorio que finalmente fue lanzado en su álbum en solitario Machine Language.

## 1986–2001: Los años de Duran Duran
Missing Persons compartían su sello Capitol Records con la banda británica Duran Duran. Cuando aquellos se desmoronaron, Bozzio y O'Hearn fueron abordados por el guitarrista de Durán, Andy Taylor, en Los Ángeles para trabajar en un álbum en solitario. De esta manera, Cuccurullo supo que Taylor no tenía la intención de reunirse con Duran Duran en Inglaterra para trabajar en su siguiente álbum, incluso antes de que el resto de Duran Duran lo supiera. Cuccurullo envió una cinta y una solicitud para una audición, pero fue rechazada, con un poco de perplejidad.
Cuando quedó claro que ni las tentaciones ni las demandas harían que Taylor regresara al estudio, Duran Duran contrató a Cuccurullo como guitarrista para completar el álbum Notorious. Continuó su gira con la banda y regresó para contribuir con su trabajo de guitarra cada vez más experimental al álbum Big Thing. Al final de la agotadora gira mundial de diez meses de Big Thing (en junio de 1989), Cuccurullo se convirtió en miembro oficial de la banda y se trasladó a Londres. El cambio de la política del sello discográfico y el fracasado álbum Liberty casi descarriló a la banda, pero después de que Cuccurullo les ofreció el uso de su estudio en su casa en Battersea (llamado "Privacy"), Duran Duran fue capaz de cambiar a un estilo musical más cómodo y controlado.
La composición musical de Cuccurullo, sus habilidades con la guitarra y su personalidad en la dirección contribuyeron al regreso de la banda a la fama con otro álbum homónimo en 1993, conocido como The Wedding Album por el diseño de la portada de Nick Egan, el cual, incluía fotos de las bodas de los padres de los miembros de la banda. Parece que fue el compositor principal de los sencillos de éxito "Ordinary World" y "Come Undone", aunque las letras fueron escritas por Simon Le Bon, razón por lo que en los créditos figuran compuestos por Duran Duran. Creó nuevos arreglos con sabor acústico para muchos de los viejos éxitos de la banda para la gira que siguió, así como la organización de piezas acústicas completas para el piano y la sección de cuerdas de seis piezas que se realizó con ellos en el MTV Unplugged show. Después de la muerte de Frank Zappa en diciembre de 1993, Cuccurullo interpretó la pieza de guitarra instrumental "Watermelon in Easter Hay" (del álbum Joe's Garage) en su honor en varios conciertos de Duran Duran.
Los planes tentativos para una reunión de Missing Persons en 1994 fueron archivados por las tensiones entre los restantes exmiembros de la banda. Cuccurullo y el teclista Nick Rhodes continuaron sosteniendo Duran Duran juntos durante los tiempos magros de la banda en los años 90. El álbum de versiones Thank You (1995) fue un intento de mantener la paz entre los miembros de la banda que tenían problemas cada vez mayores escribiendo música juntos. Medazzaland (1997) y Pop Trash (2000), escrito después de la separación del bajista John Taylor y de la salida de Duran Duran de Capitol Records, presentaron principalmente nuevas canciones de Cuccurullo / Rhodes y reelaboraron el material de TV Mania, pero falló en mellar las listas aunque la banda colgó el completo muchas noches en la mayoría de las ciudades en 2000.
A principios de 2001, se pidió a Cuccurullo que abandonara la banda para que los miembros originales de Duran Duran pudieran reunirse. Al principio la división era amistosa, dependiendo de un arreglo financiero que le concedió la remuneración del siguiente álbum a la reunión de la banda (al que no se esperaba que contribuyera). Dos años después, las relaciones se agudizaron considerablemente durante la gira de la banda reunida en Estados Unidos cuando la gerencia le pidió que no asistiera al espectáculo de Los Ángeles después de que la banda lo hubiera invitado (no se dio ninguna razón) Y comenzó a confirmar algunos de los rumores que se habían extendido sobre la división 2001. Cuccurullo afirmó que fue despedido de Duran Duran por carta porque Rhodes y Le Bon temían su reacción, aunque le dijo al biógrafo de Duran Duran, Steve Malins: "Nunca me volvería agresivo en una situación como esa, había cosas que había que resolver de una manera profesional, así que eso es lo que hice". Cucurrullo se mantuvo en buenos términos con Rhodes sin embargo, y en 2013 lanzaron un álbum que contenía material de su proyecto paralelo TV Mania.

## TV Mania
Comenzando a principios de los 90, Cuccurullo colaboró con el compañero de banda de Duran Duran, Nick Rhodes, llamándose TV Mania, y comenzó a escribir una trilogía experimental de ópera rock llamada Bored With Prozac and the Internet? (Inicialmente sin editar salvo algunas canciones en el sitio web de Cuccurullo y en la película Trollywood). Rhodes y Cuccurullo escribieron y grabaron una canción llamada "Tomorrow Never Dies" con la vocalista Tessa Niles para la película de James Bond Tomorrow Never Dies. La canción no fue elegida, así que Duran Duran la volvió a grabar para el álbum Pop Trash con nuevas letras bajo el título "Last Day on Earth". En diciembre de 1996, Rhodes y Cuccurullo escribieron y produjeron dos canciones para su proyecto inacabado Blondie ("Pop Trash Movie" y "Studio 54"); La regrabación de la primera dio al álbum Pop Trash su nombre.
Los álbumes de Duran Duran Medazzaland y Pop Trash se componían de canciones reelaboradas de TV Mania, con Rhodes escribiendo todas las letras de las canciones de "Pop Trash", excepto Someone Else, Not Me. El álbum completo de 11 pistas Bored With Prozac and the Internet? fue lanzado oficialmente el 11 de marzo de 2013.

## Trabajo en solitario y en colaboración
Durante las pausas del calendario de la gira de 1989-1990 de Duran Duran, Cuccurullo trabajó con Tetsuya Komuro, Shenkar y Patrick O'Hearn. 
En 1994, los preparativos para una exposición individual cerca de su ciudad natal condujeron a una explosión de la creatividad; grabó y mezcló el álbum Thanks 2 Frank en menos de diez días, con los bajistas Pino Palladino y Nick Beggs y el exbaterista de Zappa Vinnie Colaiuta. El álbum fue editado en Imago Records en 1996.
En 1997 Cuccurullo completó Machine Language, un álbum instrumental de género ambient interpretado a la guitarra, también lanzado en Imago. Siguió con un álbum en vivo, Roadrage, en 1998 por Bandai Records. The Blue (grabado con Shenkar en 1992) fue autoeditado en 2000. Otro álbum ambiental, Trance Formed, fue editado por One Way Records en 2003.
En 2005 Cuccurullo y Terry Bozzio colaboraron en un CD titulado Playing in Tongues, editado en Europa por Edel Records y en los Estados Unidos por Zappa Records en 2009.
Cuccurullo todavía tiene proyectos aún no publicados, incluyendo un álbum conceptual titulado N'Liten Up, grabado en los estudios Village en el oeste de Los Ángeles por Kent Huffnagle y producido por Simone Sello. Iniciado antes de Playing in Tongues, N'Liten Up está planeado para su lanzamiento en Europa antes de su debut en los Estados Unidos.

## Reunión de Missing Persons
Spring Session M fue lanzado en CD en 1995, seguido por Rhyme y Reason and Color in Your Life en 2000. Cada uno de los tres CDs de estudio fueron recientemente aumentados por seis rara B-sides o pistas en vivo. Classic Remasters es una recopilación de canciones remasterizadas y mezclas de baile emitidas por Capitol Records sin participación de la banda. A partir de 1997, Cuccurullo comenzó a trabajar en su proyecto de "Missing Persons Archival Trilogy". El primer CD que se estrenó fue Late Nights Early Days en 1998, un concierto en vivo grabado en 1981 con la pista de estudio de 1980 "Action / Reaction". Esto fue seguido por una recopilación de remixes modernos de las pistas clásicas del MP, Missing Persons Remixed Hits (1999) que incluyó el remix de TV Manía de "Destination Unknown." En 2002 Lost Tracks fue lanzado, una colección de temas extremadamente raros de Missing Persons en vivo de cinco eras diferentes de la banda.
Mientras tanto, a finales de 2000, Cuccurullo y Dale Bozzio volvieron a discutir sobre una reunión de Missing Persons para presentar a los miembros originales Warren, Dale Bozzio y Terry Bozzio, con el nuevo tecladista Ron Poster (de la banda de Dale Bozzio) y el bajista Wes Wehmiller (anteriormente en la banda solista de Cuccurullo y bajista de Duran Duran durante 1997-2001). La reunión oficial de corta duración consistió en actividades de promoción y tres actuaciones en directo en julio de 2001.
Finales de 2002 / principios de 2003 nos trajo "Missing Persons Featuring Dale Bozzio and Warren Cuccurullo". Se rellenó con el teclista Ron Poster, el bajista Wes Wehmiller y el baterista Joe Travers (antes en la banda solista de Cuccurullo y Duran Duran en 1999-2001). Esta versión de Missing Persons fue presentada en Access Hollywood (interpretando "Destination Unknown") e hizo tres presentaciones en vivo en febrero de 2003. Después de esto, Dale Bozzio volvió a viajar como "Missing Persons" con músicos contratados. En 2011 Cuccurullo se reincorporó a Bozzio como parte de otra gira de reunión de la banda de corta duración.

## Proyectos de restaurantes
A mediados de 2002, Cuccurullo compró un restaurante italiano llamado Via Veneto, en Santa Mónica, California. Se ha convertido en una zona caliente de Los Ángeles y favorito de las celebridades. Más recientemente, también financió la inauguración de un restaurante llamado Hidden y restaurantes de cocina vietnamita con Michael "Bao" Huynh.

## Retorno a la música
Recentrándose en su música, Cuccurullo comenzó un nuevo proyecto de colaboración con el compositor Eric Alexandrakis, el baterista Steve Ferrone y el productor Anthony J. Resta. Explicando el propósito de ese proyecto en un comunicado de prensa de Modern Drummer, Alexandrakis dijo: "Los cuatro decidimos crear un colectivo para perseguir proyectos de puntuación en temas de televisión, cine y publicidad ..."
Cuccurullo lanzó el álbum debut de su esfuerzo colaborativo con el vocalista Neil Carlill, Chicanery, el 11 de mayo de 2010. Grabado unos años antes, el álbum, también titulado Chicanery, fue lanzado en CD y medios digitales a través de dPulse Recordings. Los músicos que se unieron a Cuccurullo y Carlill para sesiones seleccionadas en el álbum Chicanery incluyeron, entre otros, a Terry Bozzio, Joe Travers, el virtuoso del sarangi Ustad Sultan Khan, y el productor Simone Sello.
También en 2010, Cuccurullo formó un grupo local de jazz libre llamado Theoretical 5 en Mar Vista, Los Ángeles con los exmiembros de la banda de Frank Zappa, Arthur Barrow (bajo) y Tommy Mars (teclados, voz), y también Larry Klimas (saxofón) y Andy Kravitz (batería, percusión).

## Discografía

### Con Frank Zappa
- Baby Snakes
- Joe's Garage Acts I, II, and III
- Shut Up 'n Play Yer Guitar
- Tinsel Town Rebellion
- Any Way The Wind Blows
- You Can't Do That on Stage Anymore volume 1
- You Can't Do That on Stage Anymore volume 4
- You Can't Do That on Stage Anymore volume 6
- Guitar
- You Can't Do That on Stage Anymore Sampler
- Strictly Commercial
- Frank Zappa: A Memorial Tribute
- Have I Offended Someone? (Catholic Girls)
- Son Of Cheep Thrills (Love Of My Life)

### Con Missing Persons
- Missing Persons EP (1980, 1982)
- Spring Session M (1982, 1995)
- Rhyme & Reason (1984, 2000)
- Color in Your Life (1986, 2000)
- Best of Missing Persons (1987)
- Walking in L.A. (1988)
- Late Nights Early Days (1998)
- Missing Persons Remixed Hits (1999)
- Classic Remasters (2002)
- Lost Tracks (2002)

### Con Duran Duran
- Notorious (1986)
- Big Thing (1988)
- Decade: Greatest Hits (1989)
- Liberty (1990)
- Duran Duran (The Wedding Album) (1993)
- Thank You (1995)
- Medazzaland (1997)
- Greatest (1999)
- Pop Trash (2000)
- Singles Box Set 1986-1995 (2004)

### En solitario
- Thanks to Frank (1995)
- Machine Language (1997)
- Roadrage (1998)
- The Blue (2000)
- Trance Formed (2003)
- Playing in Tongues (March 2009 Edel Records – Europe, June 2009 Zappa Records – USA)
- n'liten up (2015 – Self-released via Bandcamp)

### Chicanery
- Chicanery (May 2010 dPulse Recordings)

### Colaboraciones
- Frank Sinatra
- Tetsuya Komuro/TM Network
- The Epidemics
- Dweezil Zappa
- Ellis, Beggs & Howard
- Blondie
- Patrick O'Hearn
- Terry Bozzio—please see Playing in Tongues above